# Crnički Kamenik
Crnički Kamenik je naseljeno mjesto u općini Kreševo, Federacija Bosne i Hercegovine, BiH.

## Stanovništvo

### 1991.
Nacionalni sastav stanovništva 1991. godine, bio je sljedeći:
ukupno: 157
- Muslimani - 81
- Hrvati - 69
- Jugoslaveni - 5
- ostali, neopredijeljeni i nepoznato - 2

### 2013.
Nacionalni sastav stanovništva 2013. godine, bio je sljedeći:
ukupno: 102
- Bošnjaci - 86
- Hrvati - 16

## Poznate osobe
- Anto Stanić (1942.), hrvatski književnik

## Vanjske poveznice
- Satelitska snimka  Arhivirana inačica izvorne stranice od 16. veljače 2021. (Wayback Machine)